# Peter J. Peterson
Peter James Peterson (ur. 22 lutego 1953 w Hamilton) – kanadyjski polityk Partii Progresywno-Konserwatywnej.

## Działalność polityczna
W okresie od 4 września 1984 do 20 listopada 1988 reprezentował okręg wyborczy Hamilton West w kanadyjskiej Izbie Gmin.